# Robert Cazanciuc
Robert-Marius Cazanciuc (ur. 26 listopada 1971 w Ploeszti) – rumuński polityk, prawnik i urzędnik państwowy, w latach 2013–2015 minister sprawiedliwości, w 2020 p.o. przewodniczącego Senatu.

## Życiorys
W 1995 ukończył studia prawnicze na Uniwersytecie Bukareszteńskim, w 2009 uzyskał magisterium z bezpieczeństwa prawnego na Universitatea „Lucian Blaga” din Sibiu. Kształcił się też w Institutul National al Magistraturii oraz na kursach w Niemczech, Francji i Stanach Zjednoczonych. Nauczał na uczelniach Școala Națională de Grefieri oraz Institutul Național al Magistraturii, w 2016 został profesorem nadzwyczajnym w Școala Națională de Științe Politice și Administrative.
Pracował w sądzie w okręgu Ilfov, potem jako prokurator i rzecznik prasowy w biurze prokuratury przy sądzie najwyższym. Od 2001 do 2004 był podsekretarzem stanu w Corpul de Control al Guvernului, jednostce kontrolnej podlegającej rządowi. W 2004 zajmował stanowisko sekretarza stanu w departamencie wdrażania programów i dostosowań strukturalnych. Następnie został zastępcą prezesa administracji penitencjarnej (Administrația Națională a Penitenciarelor). W 2005 powrócił do biura prasowego prokuratury przy sądzie najwyższym jako jego dyrektor. W latach 2009–2013 pozostawał dyrektorem generalnym resortu spraw zagranicznych.
Od kwietnia 2013 do listopada 2015 zajmował stanowisko ministra sprawiedliwości w ramach trzech kolejnych gabinetów Victora Ponty. Od lutego do marca 2014 tymczasowo pełnił obowiązki ministra ds. kontaktów z parlamentem. W 2014 wstąpił do Partii Socjaldemokratycznej. W 2016, 2020 i 2024 wybierano go do Senatu, od kwietnia do grudnia 2020 pełnił obowiązki przewodniczącego tej izby.

## Życie prywatne
Żonaty z Rodicą, krewną Victora Ponty; ma dwoje dzieci.